# Jan Coene
Pour les articles homonymes, voir Coene.
Jan Hugo Isidoor Coene est un homme d'affaires flamand, né en 1957. 

## Biographie
Jan Coene a commencé sa carrière aux ateliers de maintenance Brown, Boveri & Cie (BBC) à Bruxelles, comme apprenti. Assez vite, il évolue et occupe des fonctions de direction au sein de cette entreprise. Il participe à la négociation de plusieurs acquisitions et fusions. En 1988, BBC fusionne avec ASEA, pour devenir Asea Brown Boveri (ABB).
En 2001, Jan Coene quitte ABB et prend la direction et la présidence de Picanol, un fabricant renommé de machines textiles. 
En 2003, il est nommé Président du conseil d'administration de Belgacom, l'opérateur téléphonique national Belge, qu’il a conduit à l'introduction en bourse, en collaboration avec le Gouvernement Belge. 
2004 marque un tournant, à la suite de la révélation par la presse du niveau de rémunération de Jan Coene au sein de Picanol. Celle-ci fut jugée largement excessive par la presse, comparée aux rémunérations des autres grands patrons belges mais également eu égard au niveau d'activité de la société. De plus, la presse pointe du doigt le manque de transparence ayant entouré cette rémunération, notamment vis-à-vis des actionnaires minoritaires. Les critiques enflent, contraignant Jan Coene à démissionner de toutes ses fonctions au sein de Picanol, puis de Belgacom, en octobre 2004.
En parallèle à ses activités de dirigeant, Jan Coene avait conservé, depuis ses années universitaires à la Vlerick Leuven Gent Business School de Gand, un attrait pour la formation,  notamment en devenant Président de l'Association des anciens élèves et en participant à de nombreux cours de gestion. Il se posait alors volontiers en porte-parole de la bonne gouvernance d'entreprise. 
Après 2004, il devint bien malgré lui pour la presse de gauche et les syndicalistes belges une icône du "patron voyou". À tel point que l'affaire devint rapidement politique : à la suite de l'affaire « Picanol », des partis politiques défendent la mise en place d'une loi de transparence, baptisée « loi Picanol », visant à obliger les entreprises cotées à communiquer sur les rémunérations de leurs dirigeants et administrateurs.
Jan Coene est marié, il est père de deux enfants.
Il est titulaire d’un MBA de la Vlerick. Selon la presse, Jan Coene serait un proche des libéraux flamands du VLD. 

## Événements marquants
- Né le 21 décembre 1957 à Gano (Belgique).
- 2001 : Nomination au poste d'administrateur délégué de la société flamande Picanol (fabricant de métiers à tisser).
- Février 2003 : Nomination au poste de Président du conseil d'administration de Belgacom.
- Octobre 2004 : Le quotidien néerlandophone "De Standaard" révèle qu'en trois ans à la tête de Picanol, la somme de ses rémunérations et primes diverses s'élevait à 22,4 M€, soit un cinquième de la capitalisation boursière de Picanol.
- Octobre 2004 : Démission de ses fonctions au sein de Picanol.
- Octobre 2004 : Démission de ses fonctions de Président du conseil d'administration de Belgacom.
- Février 2005 : le parquet d'Ypres ouvre une information contre Jan Coene, à la suite de ses agissements en tant que patron de Picanol[6].
- Juillet 2007 : Jan Coene rachète la société GLE (automatisme industriel)[7]
- Août 2007 : Jan Coene est nommé Président du conseil d'administration de Siveco Group (éditeur français de logiciels de gestion de maintenance)[8].